# Choudomir
 (juin 2024).
Si vous disposez d'ouvrages ou d'articles de référence ou si vous connaissez des sites web de qualité traitant du thème abordé ici, merci de compléter l'article en donnant les références utiles à sa vérifiabilité et en les liant à la section « Notes et références ».
 (juin 2024).
La mise en forme du texte ne suit pas les recommandations de Wikipédia : il faut le « wikifier ».
Les points d'amélioration suivants sont les cas les plus fréquents. Le détail des points à revoir est peut-être précisé sur la page de discussion.
- Les titres sont pré-formatés par le logiciel. Ils ne sont ni en capitales, ni en gras.
- Le texte ne doit pas être écrit en capitales (les noms de famille non plus), ni en gras, ni en italique, ni en « petit »…
- Le gras n'est utilisé que pour surligner le titre de l'article dans l'introduction, une seule fois.
- L'italique est rarement utilisé : mots en langue étrangère, titres d'œuvres, noms de bateaux, etc.
- Les citations ne sont pas en italique mais en corps de texte normal. Elles sont entourées par des guillemets français : « et ».
- Les listes à puces sont à éviter, des paragraphes rédigés étant largement préférés. Les tableaux sont à réserver à la présentation de données structurées (résultats, etc.).
- Les appels de note de bas de page (petits chiffres en exposant, introduits par l'outil «  Source ») sont à placer entre la fin de phrase et le point final[comme ça].
- Les liens internes (vers d'autres articles de Wikipédia) sont à choisir avec parcimonie. Créez des liens vers des articles approfondissant le sujet. Les termes génériques sans rapport avec le sujet sont à éviter, ainsi que les répétitions de liens vers un même terme.
- Les liens externes sont à placer uniquement dans une section « Liens externes », à la fin de l'article. Ces liens sont à choisir avec parcimonie suivant les règles définies. Si un lien sert de source à l'article, son insertion dans le texte est à faire par les notes de bas de page.
- La présentation des références doit suivre les conventions bibliographiques. Il est recommandé d'utiliser les modèles {{Ouvrage}}, {{Chapitre}}, {{Article}}, {{Lien web}} et/ou {{Bibliographie}}. Le mode d'édition visuel peut mettre en forme automatiquement les références.
- Insérer une infobox (cadre d'informations à droite) n'est pas obligatoire pour parachever la mise en page.

Pour une aide détaillée, merci de consulter Aide:Wikification.
Si vous pensez que ces points ont été résolus, vous pouvez retirer ce bandeau et améliorer la mise en forme d'un autre article.
Dimitŭr Hristov Chorbadzhiyski (en bulgare : Димитър Христов Чорбаджийски), plus connu sous son pseudonyme Choudomir, est un écrivain, humoriste, dessinateur et historien bulgare, né le 25 mars 1890 à Touriya et décédé le 26 décembre 1967 à Sofia.

## Biographie
Il est le septième des huit enfants du couple de Maria Doncheva et hadji Hristo Georgiev Chorbadzhiyski. En 1901, il termine ses études primaires dans son village natal de Touriya et entre au collège de Kazanlak. Les intentions de son père sont qu'il devienne officier ou marchand. La mère de Choudomir le soutient quant-à-elle dans son envie de peindre. L'écrivain lui-même raconte ce choix et les projets de son père dans son autobiographie :

« Seuls les fils des riches étaient admis à l'école militaire, et bien que nous ayons une grande cour dans le village, ils ne m'ont pas reconnu comme issu d'une famille riche et ont refusé de m'admettre. Ils ne m'appréciaient pas non plus comme prêtre, même si je mangeais délicieusement pendant les jeûnes et que je violais déjà certains des dix commandements de Dieu. Puis il a décidé de me faire épicier, mais quand il a vu que je distribuais des marchandises de manière plus perverse et que la balance penchait de plus en plus en faveur du client, il a complètement désespéré. Puis j'ai décidé d'entrer à l'École de dessin... »

Jusqu'à l'âge de 16 ans, il étudie au lycée "Ivan Vazov" à Stara Zagora. En 1913, il termine les quatre cours de l'École nationale d'art de Sofia, puis est mobilisé pendant la Première guerre balkanique, mais ne reçoit son diplôme qu'en 1919, après avoir participé à la Première Guerre mondiale. Le système éducatif l'a rapproché de Georgi Mashev, qui le présentera à des grands noms de la littérature bulgare comme Dimcho Debelyanov ou Lyudmil Stoyanov.
En 1921, il épouse sa collègue, la peintre Mara Nonova. Entre 1920 et 1932, il travaille comme professeur au lycée de Kazanlak.
En 1932, Choudomir se voit obligé de quitter son poste d'enseignant, en raison d'une loi en vigueur à cette époque selon laquelle un des membres d'un couple d'enseignants était obligé de quitter le service de l'État. Choudomir est alors invité à maintenir la page humoristique du journal "Zora". Cette activité s'exprimait par l'envoi de plusieurs histoires et caricatures par mois et se poursuivit jusqu'en 1940, lorsque Choudomir écrivit une lettre au rédacteur en chef du journal lui annonçant sa démission :
«Une période de réévaluation des valeurs est venue. Je ne suis pas d'accord avec la politique du journal "Zora". Je ne suis pas satisfait de ce qui a été réalisé. Le citoyen Dimitŭr Chorbadzhiyski ne peut plus tolérer l'artiste Choudomir." 
Entre 1929 et 1930, il part à Paris pour une spécialisation: il est envoyé «se familiariser avec la méthodologie et la propédeutique» de la peinture dans les écoles parisiennes. Il séjourna également quelque temps à Vienne et effectua un voyage en Italie en 1937, durant lequel il visita entre autres Rome, Venise et Rimini.
En 1938, il devint membre du Haut conseil de la littérature et, en 1966, il devint député de la circonscription régionale du district de Pavel Banya. Il devient également artiste émérite en 1965 et le 23 mai 1967, il reçoit le titre d'artiste national de la culture.
Quelques jours avant sa mort, Choudomir a remis à Serafim Severnyak un rouleau de feuilles intitulé "Griffonnages à l'hôpital". Dans ces notes, avec son sens de l'humour habituel, Choudomir a fait remarquer : "Mes vieux et bons amis et camarades, je n'ai jamais douté une seule minute que vous ne m'enverriez pas de bon cœur dans ma «demeure éternelle» s'il ne pleuvait pas." Une autre pensée issue des mêmes notes peut probablement être liée à la fin qu'il a choisie : "Après l'opération, je n'ai pas pu me raser pendant longtemps et j'ai laissé pousser une barbe blanche, alors quand je me suis regardé dans le miroir, j'ai été agréablement surpris de trouver que je ressemblais à Hemingway. Eh bien, si j'avais eu son fusil... ".
Le 26 décembre 1967, à Sofia, Choudomir se suicide en sautant du balcon du troisième étage de l'hôpital où il était soigné. Deux jours plus tard, les habitants de Kazanlak et des gens venus de toute la Bulgarie se sont réunis afin de l'envoyé pour son dernier voyage. Il a été enterré selon sa volonté dans le jardin devant sa maison.

Dans une lettre envoyée au peintre Konstantin Shtarkelov, Choudomir a écrit :

« Ai-je essayé de refléter l'époque? Ai-je profité à mon peuple? Après cette terrible lutte de vie ou de mort entre deux mondes opposés, où en sommes-nous? De quel côté sommes-nous? Qui aidons-nous à travers notre art? »

## Pseudonymes
Au cours de son adolescence, il a reçu son surnom Choudomir, qu'il a ensuite utilisé comme pseudonyme en tant qu'écrivain. Selon l'auteur, lui et ses amis tombaient souvent sur des avis de recherche pour des informations relatives à des militants du VMORO comme Yané Sandanski et Choudomir Kantardjiev, recherchés par les ottomans. Entre ce dernier et le jeune Dimitar, une ressemblance comique a été découverte par son ami Dyanko Fournadzhiyata, qui lui donna le surnom de Choudomir, qui fut très vite adopté à l'unanimité.
Dimitar Chorbadzhiyski a également utilisé d'autres pseudonymes, comme Bray, Fan, Fanfan, Deli Dimo, Er malak, Ъ, Maxim Gladniy, Oscar Boom, Pilot, Maria Vassileva, Sechko-Bechko, Strelets, Fanko Ftichkata, Chanka-Chunga, Shlouk et Yaouh, Yaouh, et bien d'autres.

## Activité littéraire
Ses premières apparitions imprimées remontent à 1907, lorsque ses caricatures et ses reportages en rimes furent publiés dans le quotidien «Tribune du Balkan». Puis suivirent ses premiers feuilletons, récits et épigrammes, publiés par les revues « Daraban », « Vartokashnik » , « Osten », "Zhilo", "Rire rouge", ainsi que par les journaux "Slovo", "Zora", "Iskra" et autres. Choudomir a acquis une grande popularité grâce à ses nouvelles humoristiques et ses livres ont connu de nombreuses éditions en peu de temps :
- Je ne suis pas l'un d'entre eux ( 1935 )
- Les nôtres ( 1936 )
- À la minute ( 1938 )
- Qui l'a commandée ( 1940 )
- Consul de Golo Bardo ( 1947 )
- Œuvres sélectionnées (1949 puis nombreuses rééditions)
- Gagnez-nous du temps ! (1969)
- Essais en 3 volumes (1970)
- Œuvres rassemblées en 6 volumes (2013)
- Collection jubilaire " Choudomir et notre temps" (2015)

Les œuvres de Choudomir ont été traduites en roumain, russe, slovaque, serbe, tchèque et dans d'autres langues.

## Choudomir comme dessinateur
Dans son essai sur Choudomir, Serafim Severnyak dit qu'il sait, grâce à des conversations personnelles, que Choudomir s'est toujours considéré comme un artiste d'abord et ensuite comme un écrivain. L'auteur soutient son affirmation par le fait que, à l'exception de ses débuts qu'il a fait dans la presse à Sofia, lorsque Choudomir «écrivait» des vers et de la prose, jusque dans les années 1930, c'est-à-dire jusqu'à ses quarante ans, il était avant tout dessinateur.
Dans ses premières années, il dessinait des caricatures pour les journaux et magazines de la capitale.
Après la fin de la Première Guerre mondiale, en 1925, lorsque Choudomir s'installe à Kazanlak, il organise sa première exposition personnelle de dessins et de caricatures. Sa deuxième exposition personnelle aura lieu de nouveau à Kazanlak, en 1926. Beaucoup de ses dessins sur des thèmes politiques et sociaux ont été publiés dans le quotidien "Zora", auquel il contribuait régulièrement.
En 1937, Choudomir participe à l'exposition nationale des dessinateurs avec des grands noms du domaine comme Alexandre Bozhinov, Alexandre Dobrinov, Iliya Beshkov ou Stoyan Venev. La même année, il visite la Galerie d'art des caricaturistes de Belgrade.
Il a présenté ses œuvres d'art les plus célèbres dans une série de dessins appelée « Nashentsi », qui comprend principalement des aquarelles peintes entre 1932 et 1960. Sa troisième exposition personnelle comprend des œuvres de cette série. Elle a été présentée en 1965 à Stara Zagora, Kazanlak et Gabrovo, et en 1967 à Plovdiv.
À propos des personnages de Choudomir, Serafim Severnyak écrit qu'ils ne sont jamais juste un rémouleur ou simplement un sous-officier de réserve, juste un lion domestique ou simplement un prétentieux, mais qu'ils sont toujours autre chose qui peut être désigné par des concepts tels que la naïveté ou la gentillesse, l'amertume ou désespoir, ou encore l'optimisme.

## Histoire locale
En 1924, Choudomir commença à collaborer avec le musée du centre communautaire «Iskra» de Kazanlak, fondé par Petar Topuzov. Entre 1930 et 1958, il fut conservateur et directeur du musée historique local "Iskra".
Choudomir est l'un des fondateurs du journal de Kazanlak "Flamme de Kazanlak».

## Hommages
Dans la maison de Choudomir et Mara Chorbadzhiyski est installé le musée picturo-littéraire "Choudomir", qui est également un institut littéraire municipal. Il existe depuis 1969 un prix visant à récompenser les meilleurs écrits humoristiques appelé "Prix Choudomir". La cérémonie de remise de ce prix a lieu chaque année le 25 mars, date d'anniversaire de l'écrivain.
Une rue du quartier "Nadezhda II" à Sofia porte son nom.

## Galerie

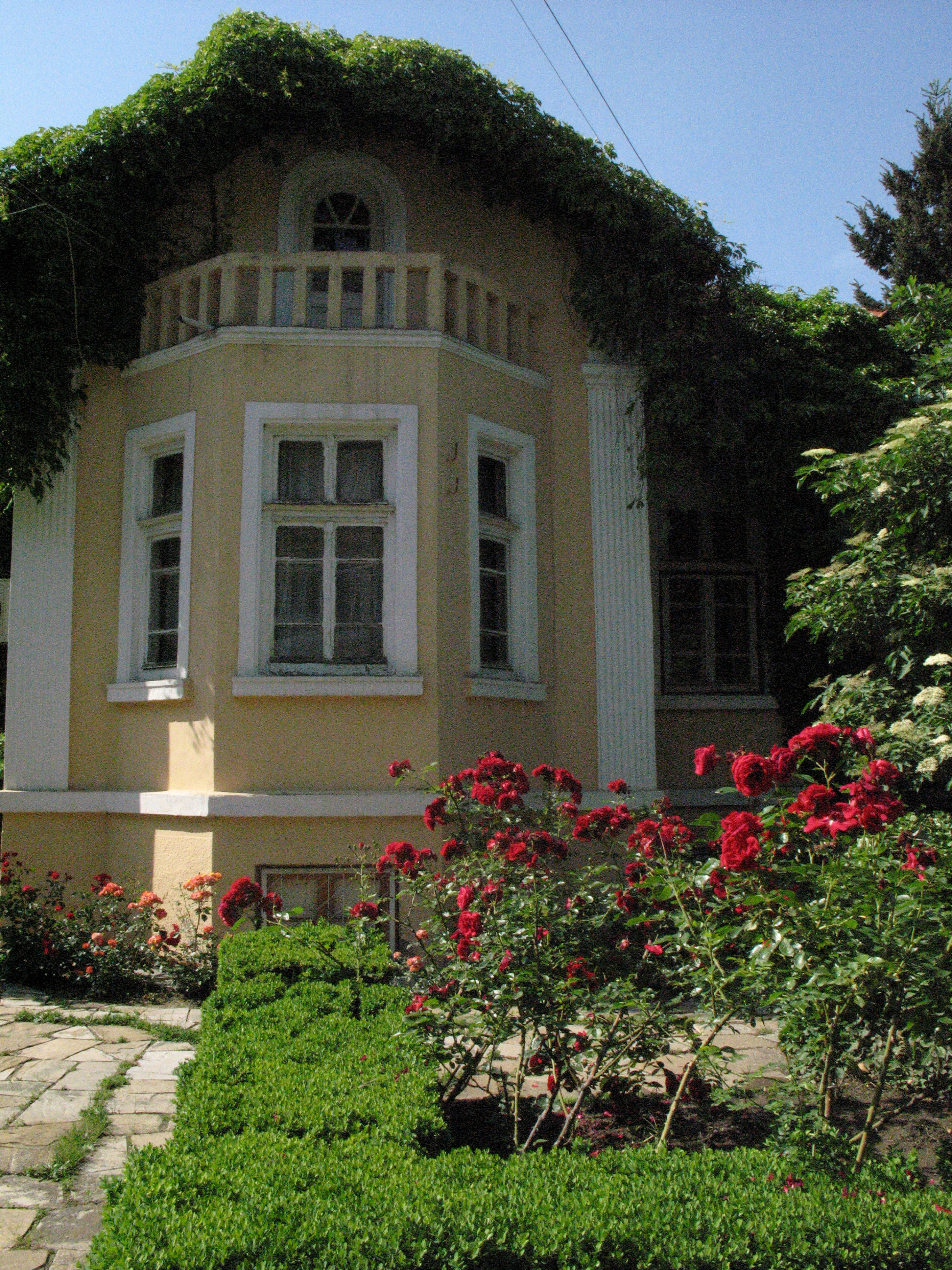
Musée "Choudomir" à Kazanlak
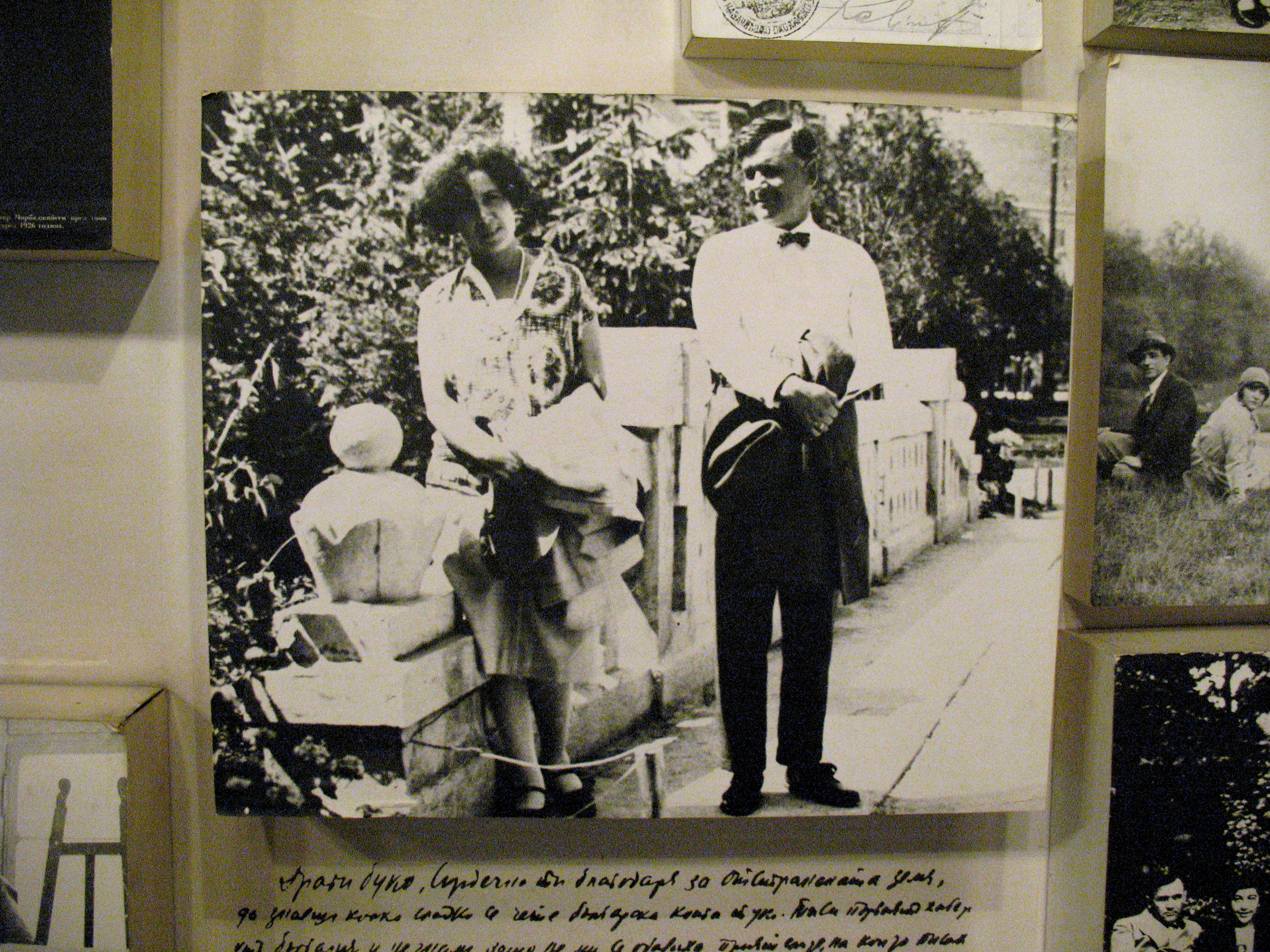
Choudomir et Mara à Bankya en 1929
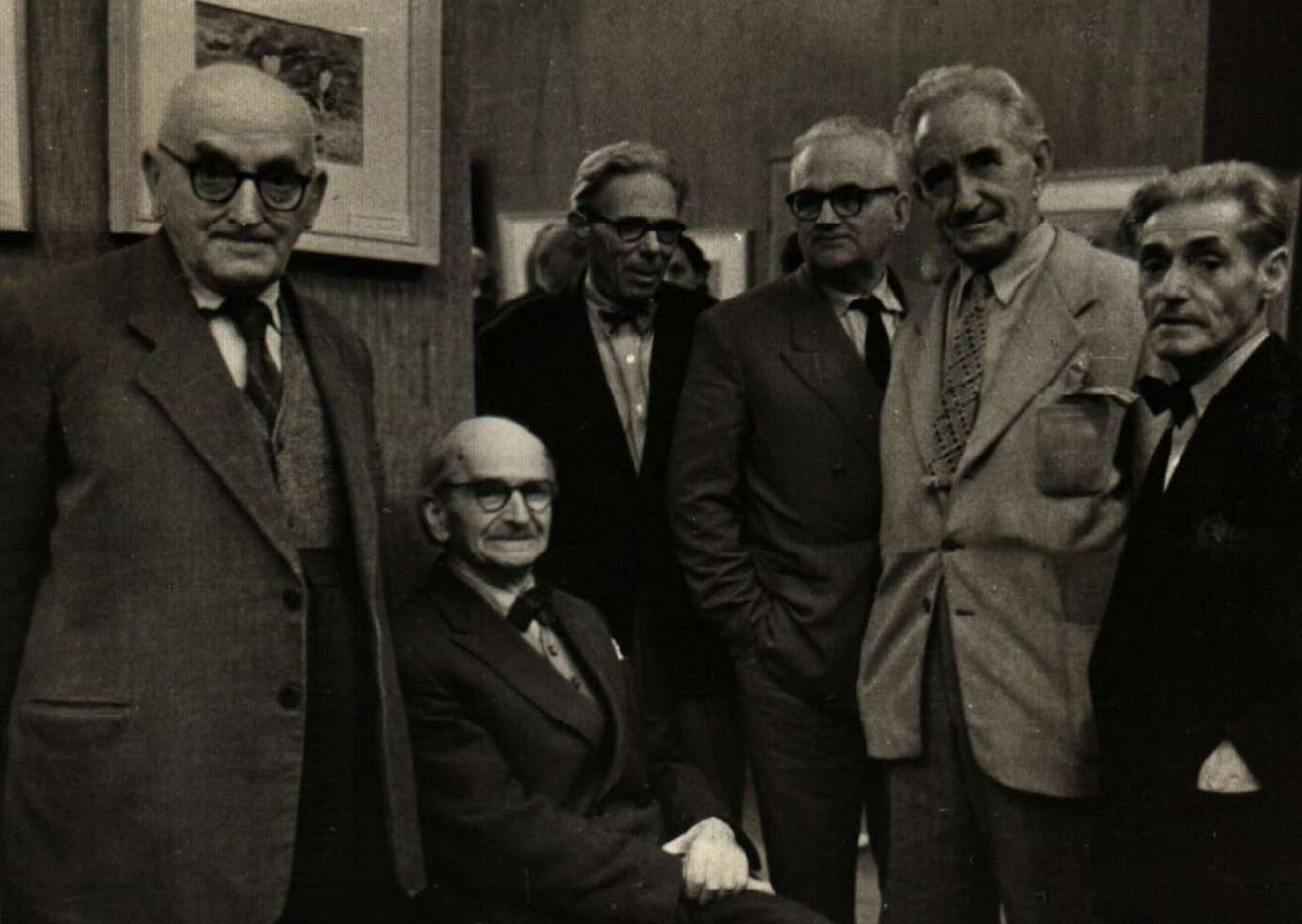
Choudomir à une exposition de Konstantin Shtarkelov
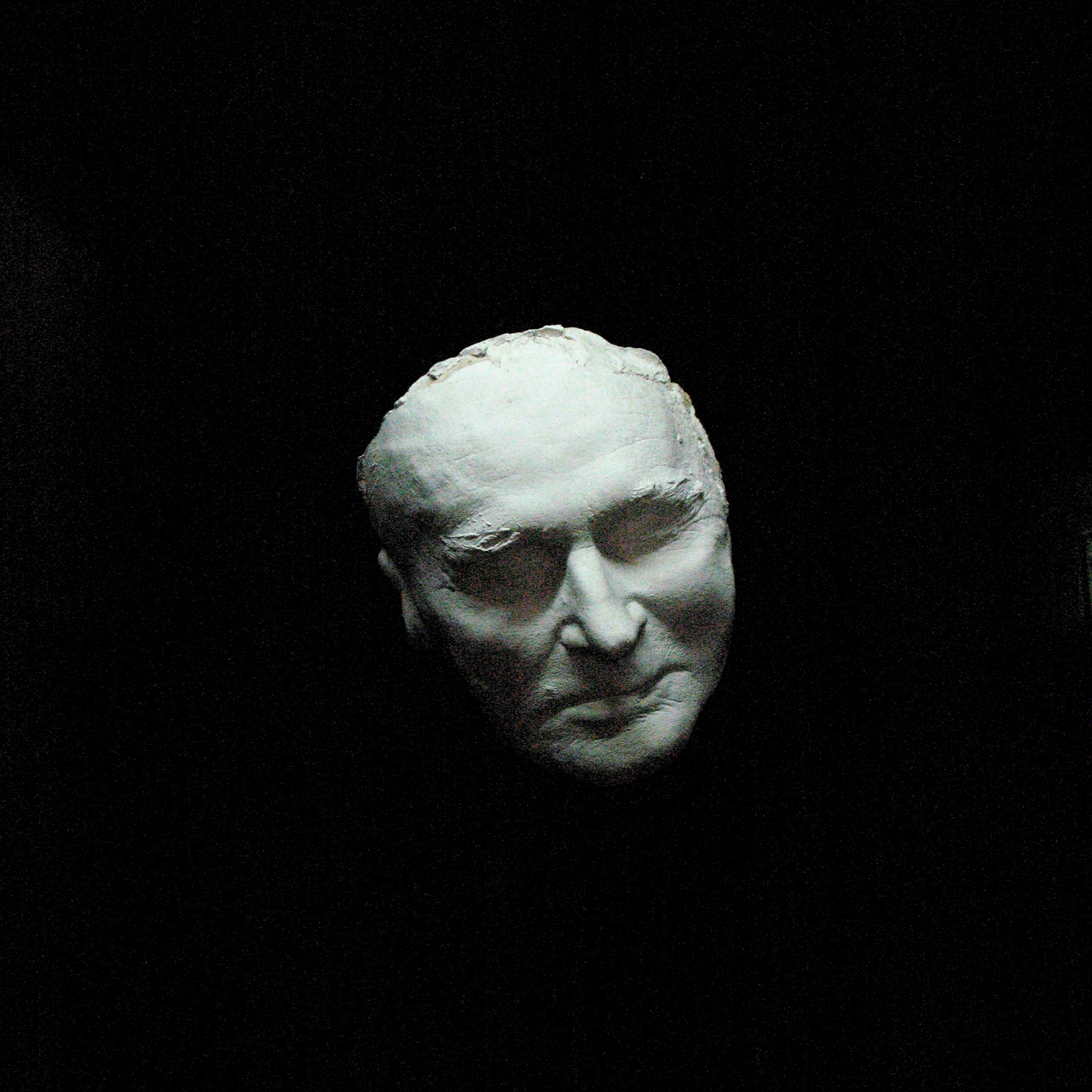
Masque mortuaire de Choudomir
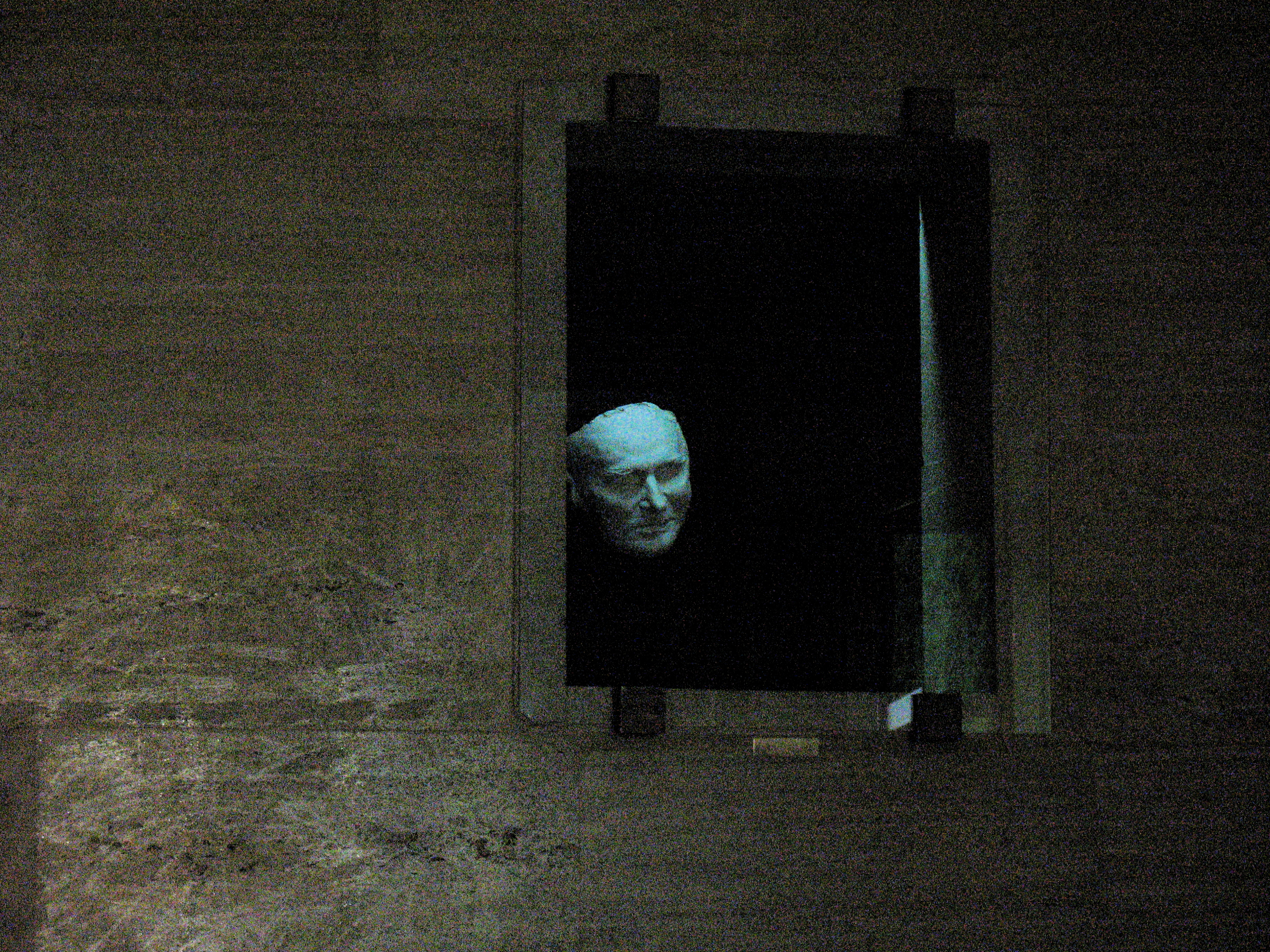
Masque mortuaire de Choudomir dans son musée à Kazanlak
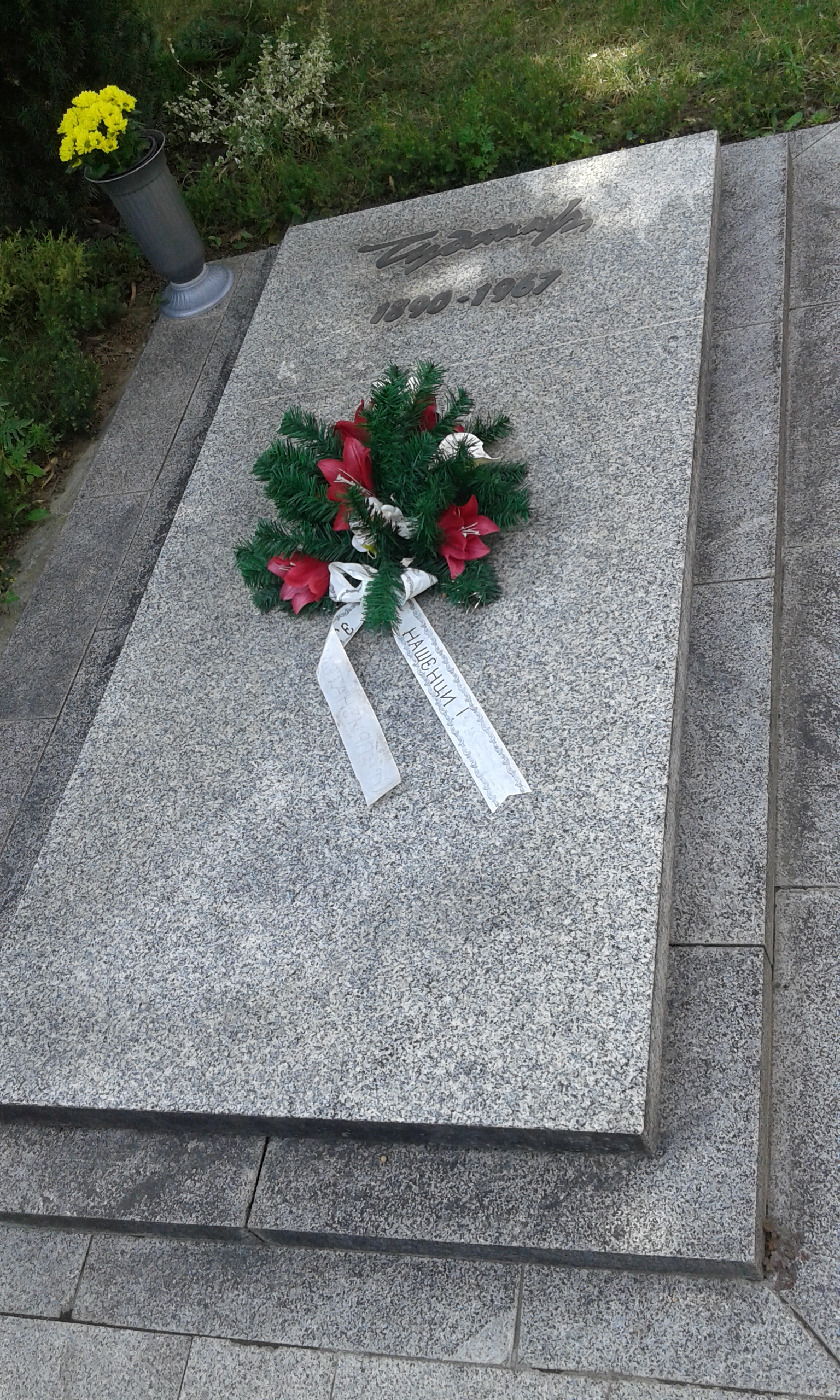
Tombe de Choudomir